# Società Sportiva Formia 1978-1979
Questa pagina raccoglie le informazioni riguardanti la Società Sportiva Formia nelle competizioni ufficiali della stagione 1978-1979.

## Organigramma societario
Area direttiva
- Presidente: Nicola Assenso
- Segretario: Giorgio Zangrillo

Area tecnica
- Direttore sportivo: Salvatore Valeriano
- Allenatore: Domenico Biti, poi Franco Albano

## Rosa
| N. |                   | Ruolo | Calciatore           |
| -- | ----------------- | ----- | -------------------- |
|    | Italia (bandiera) | D     | Andrea Bernabucci    |
|    | Italia (bandiera) | C     | Claudio Cacciatori   |
|    | Italia (bandiera) | A     | Giuseppe Capodiferro |
|    | Italia (bandiera) | A     | Michele Citro        |
|    | Italia (bandiera) | P     | Luigi Criscuolo      |
|    | Italia (bandiera) | D     | Sergio D'Acunto      |
|    | Italia (bandiera) | C     | Maurizio D'Angeli    |
|    | Italia (bandiera) |       | Di Giovanni          |
|    | Italia (bandiera) | P     | Pierluigi Di Nucci   |
|    | Italia (bandiera) | A     | Salvatore Esposito   |
|    | Italia (bandiera) | C     | Franco Guadagni      |
|    | Italia (bandiera) | C     | Luigi Iodice         |

| N. |                   | Ruolo | Calciatore          |  |
| -- | ----------------- | ----- | ------------------- |  |
|    | Italia (bandiera) |       | Lieto               |  |
|    | Italia (bandiera) | P     | Giovanni Luberto    |  |
|    | Italia (bandiera) | D     | Giovannino Mattioli |  |
|    | Italia (bandiera) | C     | Antonio Orticelli   |  |
|    | Italia (bandiera) | A     | Piero Parisella     |  |
|    | Italia (bandiera) | C     | Vincenzo Parisi     |  |
|    | Italia (bandiera) | D     | Massimo Pezzini     |  |
|    | Italia (bandiera) |       | Pirelli             |  |
|    | Italia (bandiera) |       | Rondinelli          |  |
|    | Italia (bandiera) | A     | Pietro Scolamacchia |  |
|    | Italia (bandiera) |       | Virgilio            |  |

## Risultati

### Campionato

#### Girone di andata
| 1º ottobre 1978 1ª giornata | Formia | 0 – 0 | Anconitana |  |

| 8 ottobre 1978 2ª giornata | Civitanovese | 1 – 1 | Formia |  |

| 15 ottobre 1978 3ª giornata | Formia | 0 – 1 | Vis Pesaro |  |

| 22 ottobre 1978 4ª giornata | Banco di Roma | 2 – 2 | Formia |  |

| 29 ottobre 1978 5ª giornata | Formia | 1 – 0 | Riccione |  |

| 5 novembre 1978 6ª giornata | Giulianova | 1 – 2 | Formia |  |

| 12 novembre 1978 7ª giornata | Formia | 0 – 2 | Francavilla |  |

| 19 novembre 1978 8ª giornata | Osimana | 0 – 1 | Formia |  |

| 26 novembre 1978 9ª giornata | Formia | 1 – 1 | Frosinone |  |

| 3 dicembre 1978 10ª giornata | Avezzano | 3 – 0 | Formia |  |

| 10 dicembre 1978 11ª giornata | Formia | 1 – 0 | Lanciano |  |

| 17 dicembre 1978 12ª giornata | LVPA Frascati | 2 – 0 | Formia |  |

| 30 dicembre 1978 13ª giornata | Gallipoli | 1 – 2 | Formia |  |

| 7 gennaio 1979 14ª giornata | Formia | 1 – 1 | Fano |  |

| 14 gennaio 1979 15ª giornata | Pro Vasto | 1 – 0 | Formia |  |

| 21 gennaio 1979 16ª giornata | Formia | 0 – 0 | Monopoli |  |

| 28 gennaio 1979 17ª giornata | Brindisi | 1 – 1 | Formia |  |

#### Girone di ritorno
| 4 febbraio 1979 18ª giornata | Anconitana | 1 – 1 | Formia |  |

| 11 febbraio 1979 19ª giornata | Formia | 0 – 0 | Civitanovese |  |

| 18 febbraio 1979 20ª giornata | Vis Pesaro | 2 – 0 | Formia |  |

| 25 febbraio 1979 21ª giornata | Formia | 0 – 0 | Banco di Roma |  |

| 4 marzo 1979 22ª giornata | Riccione | 4 – 0 | Formia |  |

| 11 marzo 1979 23ª giornata | Formia | 1 – 0 | Giulianova |  |

| 25 marzo 1979 24ª giornata | Francavilla | 1 – 1 | Formia |  |

| 1º aprile 1979 25ª giornata | Formia | 1 – 0 | Osimana |  |

| 8 aprile 1979 26ª giornata | Frosinone | 0 – 1 | Formia |  |

| 23 aprile 1979 27ª giornata | Formia | 0 – 1 | Avezzano |  |

| 29 aprile 1979 28ª giornata | Lanciano | 4 – 0 | Formia |  |

| 6 maggio 1979 29ª giornata | Formia | 3 – 0 | LVPA Frascati |  |

| 13 maggio 1979 30ª giornata | Formia | 1 – 1 | Virtus Gallipoli |  |

| 20 maggio 1979 31ª giornata | Fano | 4 – 0 | Formia |  |

| 27 maggio 1979 32ª giornata | Formia | 1 – 1 | Pro Vasto |  |

| 3 giugno 1979 33ª giornata | Monopoli | 1 – 0 | Formia |  |

| 9 giugno 1979 34ª giornata | Formia | 3 – 2 | Brindisi |  |